# جون كوبر باويس
جون كوبر باويس (8 أكتوبر 1872 -17 يونيو 1963) فيلسجونف إنكليزي، ومحاضر، وروائي، وناقد، وشاعر، ولد في شيرلي، ديربيشاير، وكان والده كاهن الكنيسة الأبرشية في 1871-1879. عُرف باويس بمجلده الشعري في عام 1896 وروايته الأولى في عام 1915، لكنه حقق نجاحًا فقط مع روايته وولف سولنت في عام 1929. وقد اعتبِر خليفة لتوماس هاردي، وسميت رواياته وولف سولنت، ورومانسية غلاستونبري (1932)، ورمال ايمث (1934)، وقلعة مايدن (1936) بويسيكس. كما هاردي، فإن المناظر الطبيعية مهمة لأعمال باويس. وكذلك فلسفة الأرواح الأربعة في حياة شخصياته. في عام 1934 نشر سيرته الذاتية. كانت محاضراته المتجولة ناجحة في إنجلترا وفي 1905-1930 في الولايات المتحدة، حيث كتب العديد من رواياته ونشر العديد منها لأول مرة. انتقل إلى دورست بإنجلترا عام 1934 مع شريكته الأمريكية، فيلس بليتر. في عام 1935 انتقلوا إلى كوروين، ميريونتشاير، ويلز، حيث أطلق روايتين، وفي عام 1955 إلى بليناي فستنياغ، حيث توفي عام 1963.

## أعماله

### شعر
كانت أول أعمال باويس المنشورة هي الشعر: أناشيد وقصائد أخرى (1896)، وقصائد (1899)، مجموعات نالت «أصداء [...] لدى تنيسون، وأرنولد، وسوينبورن، بين المعاصرين، وميلتون ووردزوورث وكيتس». نشر هذه بمساعدة ابن عمه رالف شيرلي، الذي كان مديرًا لدار وليام رايدر وابنه للنشر. في صيف عام 1905، ألف باويس «موت الله» قصيدة ملحمية «على غرار الشعر المرسل لميلتون وكيتس وتنيسون» والتي نُشرت باسم الشيطان في عام 1956. هناك ثلاثة مجلدات شعرية أخرى: آقونيطن (1916)، وماندراكورا (1917)، وسامفيري (1922). نشر جي. أرنولد شاو، مدير باويس، أول مجموعتين. نُشرت قصيدة سردية قصيرة غير مكتملة «ريدج» في يناير 1963، قبل وقت قصير من وفاة باويس في يونيو. في عام 1964، نشر كينيث هوبكنز جون كوبر باويس: مجموعة مختارة من قصائده، وفي عام 1979 اعتقد الشاعر والناقد الويلزي رولاند ماتياس أن هذا الجانب من باويس يستحق الدراسة النقدية ونشر كتاب ملاحقة كبيرة مجوفة: جون كوبر باويس في دور الشاعر. تشير بليندا هامفري إلى أن «أفضل قصائد باويس ربما هي تلك التي قُدمت لجيسون أوتر في وولف سولنت وتاليسين في بوريوس». يحتوي كتاب أكسفورد للشعر الإنجليزي للقرن العشرين (1973) الذي حرره الشاعر الإنجليزي فيليب لاركن على «في غرفة الكتابة بالفندق» بقلم باويس.

### روايات

#### روايات ويسيكس
عندما كان محاضرًا مشهورًا ونشر مجموعة متنوعة من القصص الخيالية وغير الخيالية بانتظام منذ عام 1915، لم يحقق نجاحًا نقديًا وماليًا كروائي حتى أوائل الخمسينيات من عمره، مع نشره وولف سولنت في عام 1929. أعيد طبع هذه الرواية عدة مرات في كل من الولايات المتحدة وبريطانيا وترجمت إلى الألمانية عام 1930 والفرنسية عام 1931. في التمهيد، كتب باويس لطبعة ماكدونالد عام 1961 من روايته: «وولف سولنت هو كتاب الحنين، كتب في بلد أجنبي بقلم المسافر وحبر شوقه للوطن». وقعت أحداث وولف سولنت في رامسغارد، استنادًا إلى شيربورن، دورست، حيث التحق باويس بالمدرسة اعتبارًا من مايو 1883، بالإضافة إلى بلاكسود، على غرار يوفيل، وسومرست، ودورشيستر، وايمث التي تقعان في دورست، وجميعها أماكن مليئة بذكرياته. في العام نفسه نُشر كتاب معنى الثقافة وأعيد طبعه أيضًا. كان كتاب الدفاع عن الشهوانية، الذي نُشر في نهاية العام التالي، من أكثر الكتب مبيعًا. كان كتاب فلسفة العزلة من أكثر كتب باويس مبيعًا في الولايات المتحدة الأمريكية، ونُشر لأول مرة في عام 1933.
قبل وولف سولنت، كانت هناك أربع روايات متدرجة سابقة: الخشب والحجر (1915)، ورودمور (1916)، وبعد وفاته نُشرت ما بعد أزيائي (1980)، والتي كُتبت نحو عام 1920، ودوكدام (1925). كان وولف سولنت أول ما أطلق عليه روايات ويسيكس، والتي تشمل رومانسية غلاستونبري (1932)، ورمال ايمث (1934)، وقلعة مايدن (1936). كان باويس معجبًا بتوماس هاردي، وتدور أحداث هذه الروايات في سومرست ودورست، وهي أجزاء من ويسيكس الأسطورية لهاردي. وصف الباحث الأمريكي ريتشارد ماكسويل هذه الروايات الأربع بأنها «حققت نجاحًا ملحوظًا مع جمهور القراء في عصره». تدور أحداث قلعة مايدن، وهي آخر روايات ويسيكس، في دروشيستر، في كاستربريدج وهي بلدة خيالية لتوماس هاردي. قصد باويس أن تنافس روايته رواية عمدة كاستربريدج لهاردي.
على الرغم من مديونيته للرواية الفيكتورية وحماسه لهاردي ووالتر سكوت، مع حماس أقل لشخصيات مثل إينسوورث، كان من الواضح أن باويس كان حداثيًا. لديه أيضًا انجذاب لفيودور دوستويفسكي، وفريدريك نيتشه، ووالتر بيتر، ومارسيل بروست، وكارل يونغ، وسيغموند فرويد، وديفيد هربرت لورانس، وجيمس جويس، ودوروثي ريتشاردسون. يتضح من يوميات باويس أن علاقته مع فيلس بليتر ونصيحتها المتكررة حول عمله الجاري قدمت له الاستقرار، الذي ساعده كثيرًا في نجاحه الجديد.
بيعت رواية رومانسية غلاستونبري بشكل جيد في نسختها البريطانية، على الرغم من أن هذا لم يكن ذا جدوى لأنه كان موضوعًا لقضية تشهير باهظة الثمن قدمها جيرارد هودجكينسون، مالك كهوف ووكي هول، الذي شعر بأنه يمكن التعرف عليه وصوّره دون وجه حق في شخصية فيليب كرو. وفقًا لباويس، فإن «بطلة هذه الرواية هي الكأس»، ويتركز محور الرواية على مختلف الخرافات، والأساطير، والتاريخ المرتبط بغلاستونبري. لا تهتم رومانسية غلاستونبري بالأسطورة القائلة بأن يوسف الرامي قد أحضر الكأس، وهو وعاء يحتوي على دم المسيح، إلى المدينة فحسب، ولكن أيضًا بالعرف المتناقل الآخر بأن الملك آرثر دفن هناك. علاوة على ذلك، قدم الويلزي أوين إيفانز، أحد الشخصيات الرئيسية في الرواية، فكرة أن الكأس لها أصل ويلزي (قلطية) وثني قبل المسيحية. المصادر الرئيسية لأفكار باويس حول الأساطير وأسطورة الكأس هي دراسات السير جون ريس في الأسطورة الآرثرية، والأسطورة القلطية لروجر شيرمان لوميس والرومانسية الآرثرية، وأعمال جيسي ويستون، من بينها من الطقوس إلى الرومانسية. هناك احتمال بتأثره بقصيدة الأرض اليباب لتوماس ستيرنز إليوت. أحد الجوانب المركزية في رومانسية غلاستونبري هو محاولة جون جيرد، عمدة غلاستونبري والوزير السابق، إعادة غلاستونبري إلى مجدها في العصور الوسطى كمكان للحج الديني. من ناحية أخرى، ينظر رجل الصناعة في غلاستونبري، فيليب كرو، إلى جانب جون وماري كرو وتوم بارتر، الذين هم مثله من نورفولك، إلى خرافات المدينة وأساطيرها بازدراء. يرى فيليب المستقبل مزيدًا من المناجم والمصانع. يأخذ جون كرو، المعدم، على عاتقه مهمة تنظيم معرض لغيارد. في الوقت نفسه، يحاول تحالف من اللاسلطويين والماركسيين واليعاقبة تحويل غلاستونبري إلى كميونة. 

#### روايات ويلزية
بينما كانت الأساطير الويلزية مهمة بالفعل في قصة رومانسية غلاستونبري وقلعة مايدن، أصبحت أكثر أهمية بعد أن انتقل هو وفيلس بليتر إلى كوروين، ويلز، في عام 1935، أولًا في رواية صغيرة وهي موروين أو انتقام الله عام 1937. عنصر مهم آخر في موروين، هو إدانة القسوة على الحيوانات، وخاصة تشريح الأحياء، وهو موضوع موجود أيضًا في رمال ايمث عام 1934. نتيجة لذلك، رأى بعض الكتاب في باويس سلقًا لحركة حقوق الحيوان الحديثة. في عام 1944، كتب باويس مقالًا عن مكافحة تشريح الحيوانات الحية في الإبطالية لليو رودنهورست، وهي ورقة نشرها الاتحاد البريطاني لإلغاء تشريح الأحياء الحية. ارتبط باويس أيضًا بالجمعية الوطنية لمكافحة تشريح الكائنات الحية، حيث التقى بإيفالين ويستاكوت، مؤلف كتاب قرن من التشريح ومناهضة التشريح عام 1949i، الذي استشهد بحجج باويس ضد تشريح الأحياء، والتي اعتبرها باويس الأسوأ من بين جميع الجرائم.